# Marennes (Charente-Maritime)
Marennes foi uma comuna francesa localizada no departamento de Charente-Maritime na região administrativa da Nova Aquitânia, no sudoeste da França. Em 1 de janeiro de 2019, passou a formar parte da nova comuna de Marennes-Hiers-Brouage.